# Dzierżko
Dzierżko (Dersław, Dzierżysław) herbu Janina – rycerz z Chotla, fundator 
kościoła i klasztoru norbertanek w Busku. Brat biskupa płockiego Wita z Chotela.

## Życiorys

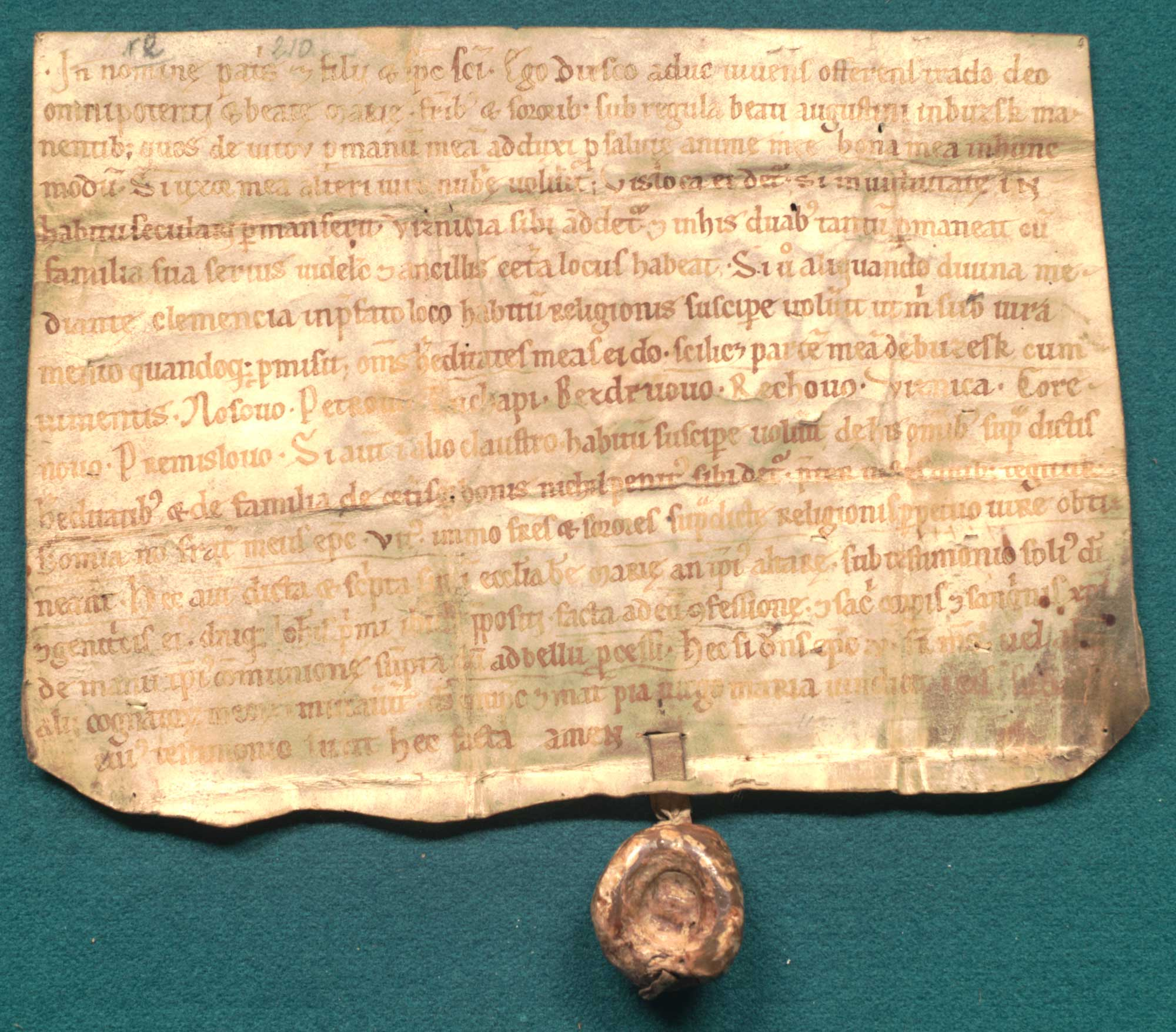
Testament Dzierżki z około 1190 roku

W drugiej połowie XII w. rycerz Dzierżko był właścicielem części buskiej osady, na terenie której około 1166 r. ufundował kościół. W latach 80. lub 90. XII w. wspólnie ze swoim bratem, biskupem płockim Witem, rycerz Dzierżko ufundował trzy klasztory należące do linii strahowsko-brzeskiej. Jednym z nich była powstała w osadzie Busko, w latach 1180–1186, żeńska filia ufundowanego przez bp. Wita klasztoru norbertanów w Witowie.
Dla fundacji buskiego konwentu, około 1190 r., Dzierżko wyprawiając się na III krucjatę, sporządził zachowany jedyny w swoim rodzaju dokument – testament, pierwszy w Polsce. Rycerz wyposażył w nim klasztor norbertanek w Busku, a równocześnie nakłaniał żonę, by sama wstąpiła do tego klasztoru. Dzierżko przekazał w nim klasztorowi 10 wsi, swój cały lub prawie cały majątek.